# Greg Osby
Greg Osby (St. Louis, 3 augustus 1960) is een Amerikaanse jazzsaxofonist.

## Biografie
Osby kreeg als kind een opleiding in het klarinet-, fluit- en altsaxofoonspel. Zijn professionele muziekcarrière begon in 1975. Vanaf 1978 studeerde hij aan de Howard University en van 1980 tot 1983 aan het Berklee College of Music. Daarna werkte hij in New York o.a. met muzikanten als Herbie Hancock, Dizzy Gillespie, Andrew Hill, Muhal Richard Abrams, Jim Hall en Jaki Byard. In 1985 werd hij lid van de band Special Edition van Jack DeJohnette.
In 1987 verscheen Osby's eerste album bij het Duitse label JMT. Hij behoorde de eerste jaren esthetisch tot het M-Base-collectief, dat werd mede-opgericht door zijn saxofoon-collega Steve Coleman en waartoe spoedig muzikanten als Gary Thomas en Cassandra Wilson zouden toetreden. Met zijn wissel naar Blue Note Records voltrok zich zijn eerste stijlwissel en nam hij met Man-Talk for Moderns Vol. X een met fusion en funk gekenmerkt album op, waarop met 3D-Lifestyles een eerder door rap overheerst album volgde. Black Book gaf uiteindelijk een aanduiding op de later volgende albums. Jazz nam in tegenstelling tot de twee vorige albums naast het andere hoofdelement, in dit geval de hiphop, weer een gelijkwaardige positie in.
Volgens Osby zelf had hij de jazz tijdens deze periode nooit verlaten. Elektronica en hiphop waren gewoon slechts een andere soundomgeving geweest.
Met Art Forum concentreerde Osby zich volledig op de akoestische jazz, zonder daarbij afstand te doen van moderne elementen. Op het daaropvolgende album Further Ado leidde hij Jason Morgan in het circuit binnen, die in 1999 met zijn debuut zelf tot een bekend Blue Note-muzikant zou worden. Het in 1998 verschenen Banned in New York is een officiële bootleg, die direct werd opgenomen op DAT. Vervolgens kreeg hij door Blue Note een project toevertrouwd, waarin hij de jonge Blue Note-muzikanten Stefon Harris, Jason Moran en Mark Shim beschermde: het album verscheen in 2000 als New Directions. The Invisible Hand volgde de omgekeerde weg. Hier speelde Osby samen met oudgedienden als Andrew Hill en Jim Hall. 
Op Symbols of Light (A Solution) werd een strijkkwartet erbij betrokken. Het vertegenwoordigt het vooralsnog laatste album met Jason Morane als bandlid. Inner Circle, dat al in 1999 ontstond en weer een meer experimenteel werk, werd door Osby pas in 2002 uitgebracht, omdat hij zijn bedenkingen had betreffende de acceptatie bij het publiek. Met St. Louis Shoes bracht Osby een als hommage aan de stad van zijn kindertijd bedacht werk uit, waarin hij jazzklassiekers volledig opnieuw arrangeerde. Na het livealbum Public nam hij in 2005 het album Channel Three op met de bassist Matthew Brewer en de drummer Jeff Watts, waarop hij met het afzien van een toetsinstrument wederom een nieuw gebied betrad.
In 2013 nam hij samen met de Nederlandse saxofoniste Tineke Postma het album Sonic Halo op. Hij was ten laatste hoogleraar aan het Berklee College of Music.

## Discografie
- 1987: Greg Osby and Sound Theatre (JMT) (opnamedatum inclusief mix; heruitgegeven bij Winter & Winter)
- 1988: Mindgames (JMT) (heruitgegeven bij Winter & Winter)
- 1989: Strata Institute: Cipher Syntax (met Steve Coleman) (JMT) (heruitgegeven bij Winter & Winter)
- 1989: Seasons of Renewal (JMT) (heruitgegeven bij Winter & Winter)
- 1990: Man-Talk for Moderns Vol. X (Blue Note Records)
- 1991: Strata Institute: Transmigration (Rebel-X / DIW / Columbia Records)
- 1993: 3D-Lifestyles (Blue Note Records)
- 1995: Black Book (Blue Note Records)
- 1996: Art Forum (Blue Note Records)
- 1997: Further Ado (Blue Note Records)
- 1998: Zero (Blue Note Records)
- 1998: Banned in New York (livealbum) (Blue Note Records)
- 1999: Friendly Fire (met Joe Lovano) (Blue Note Records)
- 2000: New Directions (met Stefon Harris, Jason Moran, Mark Shim) (Blue Note Records)
- 2000: The Invisible Hand (Blue Note Records)
- 2001: Symbols of Light (A Solution) (Blue Note Records)
- 2002: Inner Circle (Blue Note Records)
- 2003: St. Louis Shoes (Blue Note Records)
- 2004: Public (livealbum) (Blue Note Records)
- 2005: Channel Three (Blue Note Records)
- 2008: 9 Levels ((Inner Circle Music) (eerste uitgave van het door Osby opgerichte label)
- 2013: Sonic Halo (samen met Tineke Postma) (Challenge Records)

- Bibliothèque nationale de France: cb13921997g (data)
- CiNii: DA16741337
- Gemeinsame Normdatei: 134638565
- International Standard Name Identifier: 0000 0000 7365 4110
- Library of Congress Control Number: nr91024118
- MusicBrainz: bbef05c0-ec64-46df-b7af-08c85d96da39
- Nationale Bibliotheek van Israël: 987007322687705171
- Nederlandse Thesaurus van Auteursnamen: 102263167
- Système universitaire de documentation: 15816735X
- Virtual International Authority File: 39563865
- WorldCat: E39PBJpV4VvMFVfw3qYQWh8DMP